# Дорожний (Ірбітський міський округ)
Доро́жний (рос. Дорожный) — селище у складі Ірбітського міського округу Свердловської області.
Населення — 85 осіб (2010, 90 у 2002).
Національний склад населення станом на 2002 рік: росіяни — 92 %.